# Bíbor kasvirág
A bíbor kasvirág vagy lángvörös kasvirág (Echinacea purpurea) a fészkesvirágzatúak (Asterales) rendjébe, ezen belül az őszirózsafélék (Asteraceae) családjába tartozó faj. Ismert még mint piros kasvirág vagy bíbor kúpvirág.
Észak-Amerikában őshonos, ott az egyik legnépszerűbb gyógynövény, kiváltképp a indiánjai használták; a hódítók tőlük vették át. A száraz erdőket, füves pusztákat kedveli. A közép-nyugati prérin, például Texasban máig vadon nő. Európában a mérsékelt égöv alatt a 18. század óta termesztik dísz- és gyógynövényként.

## Jellemzői

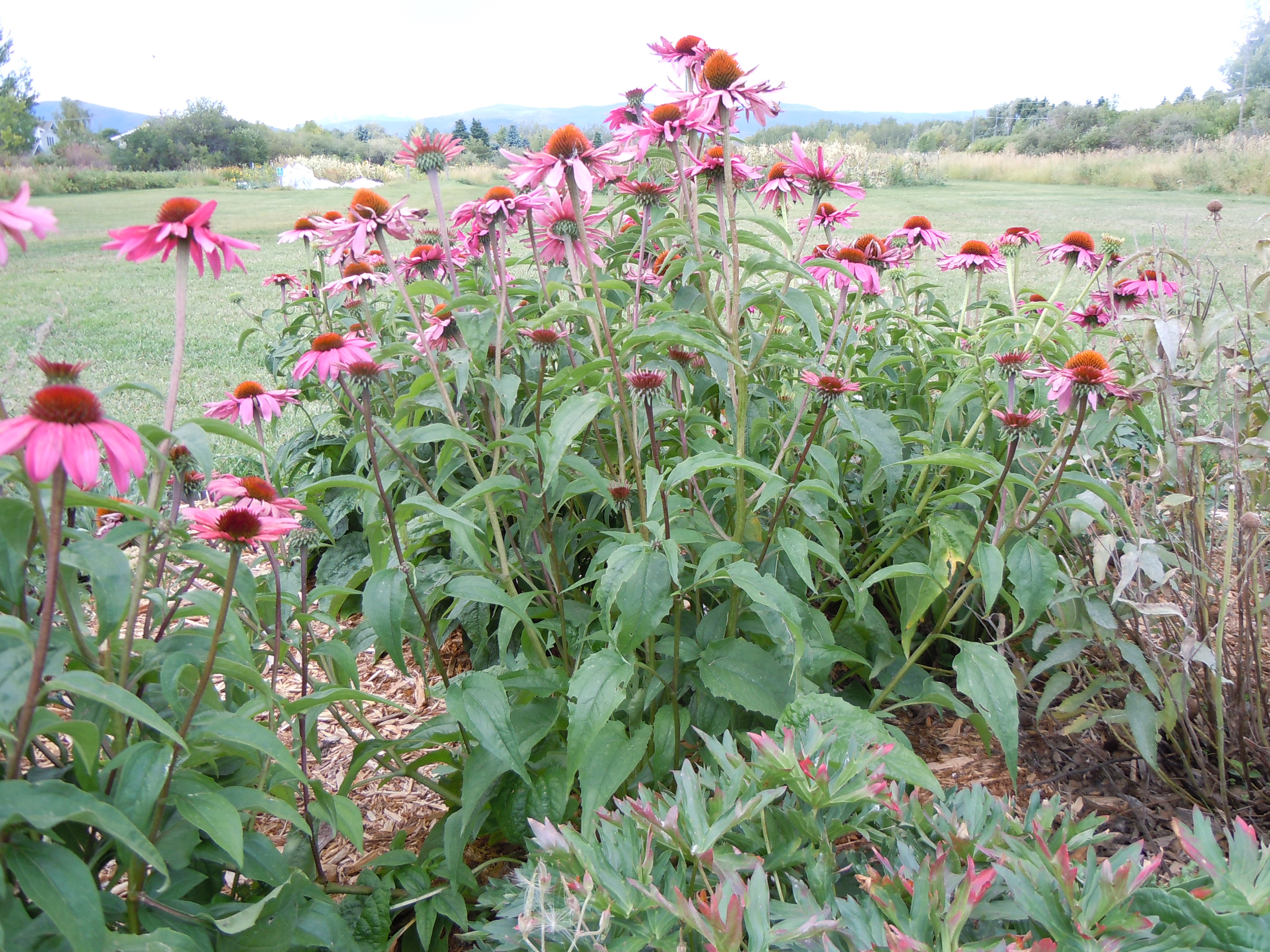
Bíbor kasvirág

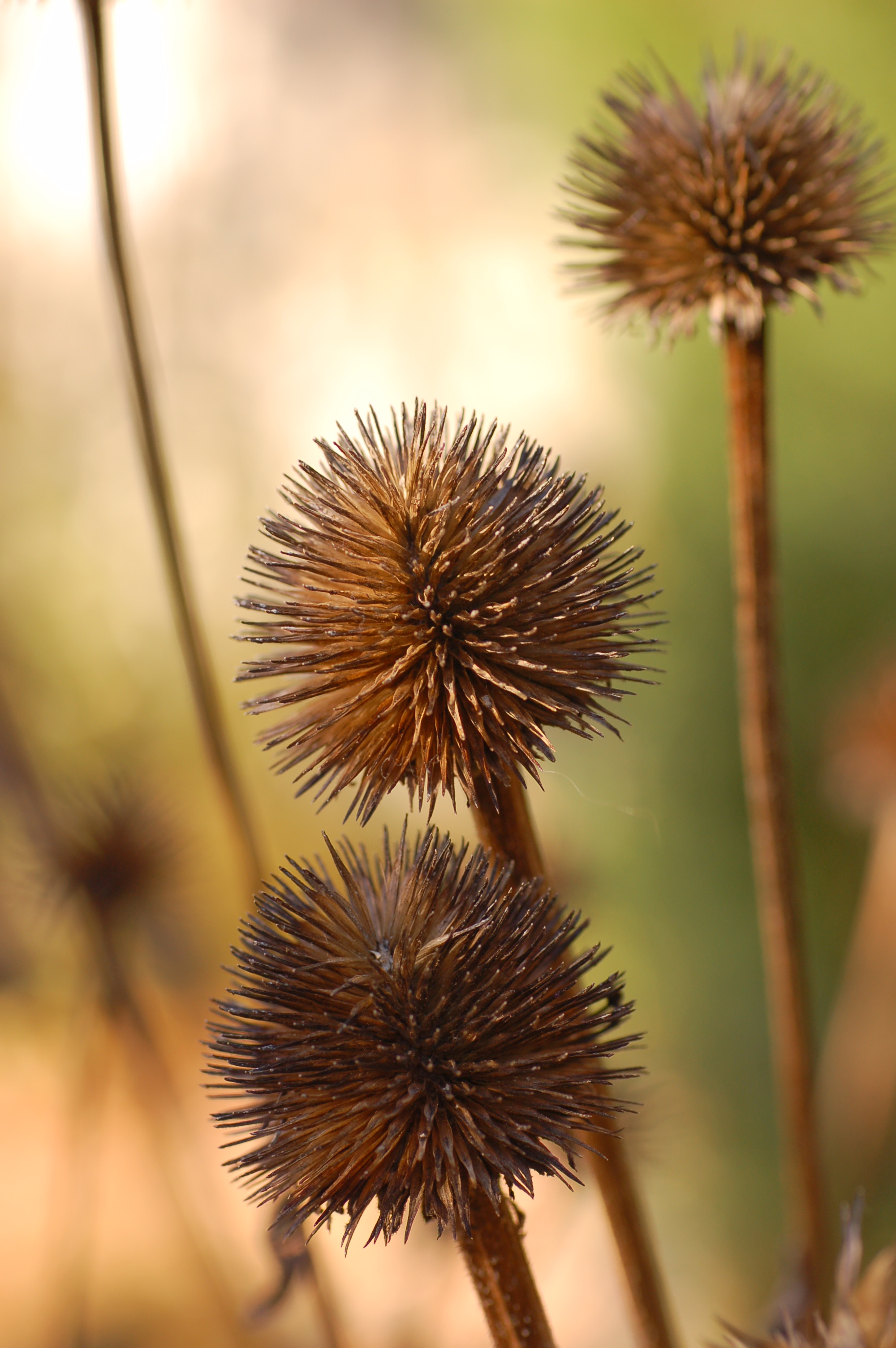
Bíbor kasvirág érett termései

Gyöktörzses, lágy szárú, évelő növény. A kifejlett példány 1,2 m magasra, 0,5 méter szélesre is megnő. Szára hosszú, elágazó. Az ovális-lándzsás levelek az alapnál lekerekítettek, érdesek, szélük ép, ritkásan fogazott. Éghajlattól függően, késő május-kora július között kezd virágozni. Virágai kétivarúak, méhek és lepkék porozzák őket. A 2–4 cm hosszú, széles, kezdetben felálló, később lecsüngő, pirosas-rózsaszínű nyelves virágok, és a bíborszínű csöves virágok alkotják a fészekvirágzatot. A fészekpikkely hajlékony csúcsú, virágpora sárga színű. Termése kaszattermés.
A jó vízháztartású talajokat kedveli, a talaj pH-jára viszont kevéssé érzékeny. Ha meggyökerezett, jól tűri a szárazságot. A csigák fogyasztják.

## Dísznövényként termesztett változatai
- Echinacea purpurea 'Alba'
- Echinacea purpurea 'Vintage Wine'

### Hatóanyagai
Poliszacharidokat (arabinogalaktánok), kávésavszármazékokat (cikóriasav), alkamidokat, flavonoidokat, illoóolajokat, poliineket tartalmaz. Gyógyászati célokra a növény föld fölötti részét is gyűjtik, de a legtöbb hatóanyagot a gyöktörzs tartalmazza.
- cikóriasav-tartalma 0,3–0,4%;
- alkilamidok;
- poliszacharidok (herba):
  - arabinogalaktán-tartalmának tulajdonítják az immunrendszert stabilizáló hatását;
- illóolajok:
  - humulén,
  - kariofillén,
  - kariofillén-epoxid,
  - radix – 0,2%, a virágzó hajtásban 0,1–0,6%.

## Felhasználása
Az indiánok fertőző betegségek gyógyítására használták.
Kivonatát belsőleg főleg az immunműködés javítására használják. A nyelven bizsergő érzést okozhat, de ez nem veszélyes. Fokozza a szervezet ellenálló képességét a vírusfertőzések és a gyulladások ellen. A friss növényből nyert présnedvet (gyenge hőkezelés után) felső légúti megbetegedések megelőzésére adják. A nehezen gyógyuló sebek, fekélyek, valamint a nyálkahártya gyulladásának kezelésére összeállított kenőcsök egyik összetevője. Külsőleg alkalmazva gyulladásgátló.
Sugárkezeléssel párhuzamosan általában nem ajánlott, csak ha az orvos is hozzájárul.
A homeopátiában lázzal járó fertőző betegségeket gyógyítanak vele.

### Mellékhatásai
Hosszas használata alacsony vérnyomást, lázat, hányingert, hányást, nehéz légzést, ritkán gyomor- és bélbántalmakat, májgyulladást és bőrelváltozásokat okozhat. Anafilaxiás reakció is előfordulhat. Kölcsönhatásba léphet a májra káros gyógyszerekkel, egyes rákellenes gyógyszerekkel, szintetikus hormonokkal.